# مارک پیرز
مارک پیرز (انگلیسی: Mark Peers؛ زادهٔ ۱۴ مهٔ ۱۹۸۴) بازیکن فوتبال اهل بریتانیا است.
از باشگاه‌هایی که در آن بازی کرده‌است می‌توان به باشگاه فوتبال ویتون آلبیون، باشگاه فوتبال لیورپول، باشگاه فوتبال پرسکوت کابلس، باشگاه فوتبال ساوتپورت، باشگاه فوتبال فلیتوود، باشگاه فوتبال هالیفاکس تاون، باشگاه فوتبال چستر، باشگاه فوتبال نورتویچ ویکتوریا، باشگاه فوتبال کندال تاون، و باشگاه فوتبال اشتون یونایتد اشاره کرد.